# Condado de Milam
O Condado de Milam é um dos 254 condados do Estado americano do Texas. A sede do condado é Cameron, e sua maior cidade é Cameron.
O condado possui uma área de 2 646 km² (dos quais  km² estão cobertos por água), uma população de 24 238 habitantes, e uma densidade populacional de 9 hab/km² (segundo o censo nacional de 2000).
O condado foi fundado em 1836.